# Крішен Ханна
Крішен Ханна (нар. 1925 ) — сучасний індійський художник-модерніст.

## Життєпис
Народився у м. Ляллпур (сучасний Фейсалабад, Пакистан) у 1925 році. У дитинстві разом із родинрою перебрався до м. Лахор. Тут відвідував вечірні курси у школі мистецтв Майо. Згодом перебрався разом із родиною до Великої Британії. Тут навчався в Імператорському військовому коледжі, який закінчив у 1940 році. Тут захопувся творчістю Вістена Одена та Томаса Еліота.
У 1947 році після розділу Пенджабу перебрався до м. Шімла. У 1946 році поступив клерком до Гріндлайс Банку, де працював до 1960 року. Після цього Ханну відправили до Бомбея (сучасний Мумбай). Тут від приєднався до спілки Прогресивних художників. У 1949 році взяв участь у першій своїй груповій виставці на бієнале у м. Токіо. У 1955 році у м. Ченнаї відбулася його перша персональна виставка.
У 1962 році отримав стипендію Фонду Рокфелера, завдяки чому зміг навчатися малюванню в США з 1963 до 1964 року. З кінця 1960-х років активно експонується в галереях та виставкових залах Індії, Європи, США та Японії. Натепер живе та працює в Нью-Делі.

## Творчість
У 1940-х роках зумів знайти основні напрямки для своїх робіт: зростаюче індійське місто, праця і моральна позиція художника. Відрізняє картини К.Ханни його гострий і глибоко насичений лаконізм оповідань, що виражено у картинах.
Крішен Ханна — це єдиний індійський художник, який працює з тематикою християнської теології, роблячи її метафорою теперішнього часу. Роботи Ханна коливаються між оповідальними жанрами — алегорією і соціальним реалізмом, все в рамках експресіоністського стилю. У художника кожен образ — це характер, пов'язаний з ним самим.
Найбільш велична робота Крішена Ханна — це величезна фреска в холі готелю «Маур'я Шератон». Тут об'єдналися декілька тематик, які він втілював раніше: вулична сцена і пусті фігури, дхаби і місто з його робітниками і тваринами.
Особливість картин Ханна — це простота його композицій. Він вдається до самого мінімальної кількості архітектурних деталей, що дозволяють людській постаті проявитися у своїй болісній вразливості.
Відомими роботами також є «Капітан дантист Песика очікує клієнтів», «Бандвалла», «Вигляд ззаду», «Занепокоєння під час таємної вечері», «Бандвалла в практичному застосуванні».

## Нагороди
- 1996 рік — нагорода Падма Шрі.
- 2004 рік — нагорода Лаліт Кала Ратна